# 龍ヶ崎藩
龍ヶ崎藩（龍崎藩、りゅうがさきはん）は、明治維新期のごく短期間、常陸国河内郡龍ヶ崎村（現在の茨城県龍ケ崎市）に藩庁を置いた藩。明治4年（1871年）2月、上総国大網藩（知藩事米津政敏）が藩庁を当地に移すとともに改称して成立したが、同年7月に廃藩置県が行われたために、藩は5か月で消滅した。本記事では廃藩後に設置された龍ヶ崎県（りゅうがさきけん）についても言及する。
なお、「りゅうがさき」という地名はさまざまに表記される（龍ケ崎市#表記についても参照）。本記事では便宜上、現在の自治体名（「龍ケ崎市」が正式表記）および史料中の引用等を除き、「龍ヶ崎」で統一する。

## 歴史

### 前史

#### 龍ヶ崎
龍ヶ崎は、戦国期には常陸土岐氏の領地であり、龍ヶ崎城は江戸崎城などと並ぶ土岐氏の拠点の一つであった。その後、佐竹氏領となり、豊臣政権下では佐竹義宣の弟蘆名盛重が江戸崎・龍ヶ崎で4万5000石を支配したとされる。
関ヶ原の合戦後、佐竹氏が転出すると一時幕府領となるが、慶長11年（1606年）に河内郡・信太郡内の26か村が仙台藩主伊達政宗に与えられた。仙台藩は龍ヶ崎陣屋を構えて代官を置き、「龍ヶ崎領」1万石余を統治した。龍ヶ崎領は仙台藩の江戸賄料としての性格を持ち、龍ヶ崎村は在郷町として栄えた。江戸時代を通じて龍ヶ崎周辺ではしばしば領地替えが行われ、幕末時点で龍ヶ崎村は仙台藩と幕府領の相給であり、周辺諸村も幕府領・旗本領・諸藩領が錯綜していた。明治2年（1869年）、龍ヶ崎村は宮谷県の支配地となる。

#### 米津氏
米津氏は徳川譜代の家臣で、貞享元年（1684年）に大名に列し（武蔵国久喜藩）、寛政10年（1798年）に出羽国長瀞藩に移された。幕末時点では1万1000石を領したが、その領地は出羽国村山郡内（6400余石）のほか、武蔵国・上総国などに散在していた。戊辰戦争で長瀞（現在の山形県東根市長瀞）周辺は戦場となり、長瀞陣屋は焼失した。明治2年（1869年）6月、米津政敏は版籍を奉還して長瀞藩知事に就任した。政敏らはすでに上総国山辺郡大網村（現在の千葉県大網白里市大網）に移転していたが、太政官の弁官に「暫時」移住することの願いを出し、これが認められると正式に「大網藩知事」に任命されるよう嘆願書を出した。11月にこの要望は聞き届けられた。明治3年（1870年）4月、大網藩は弁官を通して政府に、分散した支配地をまとめるよう要望を出している。明治3年（1870年）10月8日の太政官達により羽前国内の大網藩管轄地は山形県の管轄に移すことが指示された。
明治4年（1871年）2月8日、上総国山辺郡大網村などの宮谷県への移管が命じられた。大網藩には羽前国内や上総国内にあった管轄地などの代地として、常陸国河内郡龍ヶ崎村など6か村（合計6173石余）が与えられることなった。

### 立藩から廃藩まで
米津政敏は藩庁を常陸国河内郡龍ヶ崎村に移した。明治4年（1871年）2月17日（新暦4月6日）、太政官布告「大網藩龍崎藩ト改称候事」により、大網藩は龍ヶ崎藩に改名した。表高は1万1000石、実高は1万2425石。
龍ヶ崎藩の財政は、明治政府の下での管轄地替えの混乱や、それに伴う年貢（物成）収納の遅滞によって切迫した状態にあり、政府に対してたびたび財政難の状況を訴えている。2月23日付で、藩庁や官員の住宅の新築や、移住のための輸送・交通費などが必要であるとして5000両の「下げ金」を申請しているが、25日付で却下されている。6月・7月には租税収納が足りず政府に納める負担金が支払えないとして、資金の下付や、洪水によって損耗した管轄地の代地を政府に要請している。
同年7月14日（新暦8月29日）の廃藩置県によって龍ヶ崎藩は廃藩となり、龍ヶ崎県が置かれた。

### 龍ヶ崎県
廃藩置県によって設けられた小規模な県に対し、中央から官吏を派遣する余裕はなかったため、行政事務は旧藩の大参事以下に管理させる状況であった。龍ヶ崎県の公文書は、県名の下に龍ヶ崎藩の公印を押印するという奇妙な状況を呈している。
龍ヶ崎県は、明治4年（1871年）11月13日の第一次府県統合によって廃県となり、龍ヶ崎町を含む常陸国河内郡の管轄地は新治県の一部となった。常陸国真壁郡内の管轄地（342石）は茨城県に移管された。龍ヶ崎県は武蔵国内にも飛び地があったが、多摩郡内の管轄地は（入間県を経て）神奈川県に、埼玉郡内の管轄地は埼玉県に、新座郡内の管轄地は入間県に、それぞれ移管された。

## 歴代知藩事
米津家
1万1000石
1. 政敏（まさとし）

## 領地
『旧高旧領取調帳』では国ごとに旧高調査年度が違うため、旧領名として「長瀞藩」「竜ヶ崎藩」を挙げるものが混在する（「大網藩」の記載はない）。
『旧高旧領取調帳』では、旧県「竜ヶ崎県」の管轄地として以下が挙げられている。
- 常陸国
  - 河内郡のうち - 6村
    - 入地村、竜ヶ崎町、長峯村、薄倉村、半田村、大徳村（以上、現在の茨城県龍ケ崎市）

  - 真壁郡のうち - 2村
    - 川澄村、横島村（以上、現在の茨城県下館市）
- 武蔵国
  - 多摩郡のうち - 6村
    - 前沢村、神山村、門前村（以上、現在の東京都東久留米市）、下代継村、上代継村、乙津村（以上、現在のあきる野市）

  - 埼玉郡のうち - 5村
    - 上崎村（現在の埼玉県加須市）、下村君村、発戸村、下三田ヶ谷村、上三田ヶ谷村（以上、現在の羽生市）

  - 新座郡のうち - 2村
    - 小榑村（現在の東京都練馬区）、片山村（現在の埼玉県新座市）

藩史節で述べた通り、常陸国河内郡の6か村は明治4年（1871年）2月に管轄地域となった。中世の龍ヶ崎城は現在の茨城県立竜ヶ崎第二高等学校敷地付近（龍ケ崎市古城）に位置し、仙台藩は龍ヶ崎城跡の西、龍ケ崎市立龍ケ崎小学校（龍ケ崎市田町）正門付近に龍ヶ崎陣屋を構えていた。しかし、仙台藩龍ヶ崎陣屋は「明治維新のころ」火災で全焼したという。龍ヶ崎藩は龍ヶ崎城跡の北側、現在の龍ヶ崎小学校敷地付近に陣屋を構えたとされる。
常陸国内でも真壁郡の2か村は米津氏が久喜藩主だった時代から引き継がれた領地（他藩や旗本との相給）である。
武蔵国多摩郡の前沢村・神山村・門前村は、徳川家康とともに関東に入った米津氏の最初期の知行地が引き継がれたものであり、前沢村には菩提寺の米津寺が創建されている。同郡の他の3か村は宝暦4年（1754年）以後米津氏の領地になった。
武蔵国埼玉郡のうちの3か村は江戸時代からの米津氏領であった。『旧高旧領取調帳』データベースは上崎村・下村君村・発戸村の3か村とするが、『角川日本地名大辞典』では発戸村が米津氏領との記載はなく、上村君村が天保7年（1836年）から明治初年まで米津氏領（長瀞藩領→龍ヶ崎藩領）であったと記す。下三田ヶ谷村・上三田ヶ谷村は旗本領であった。
武蔵国新座郡の2か村も江戸時代からの米津氏領である。